# Kingpin: Life of Crime
Kingpin: Life of Crime — компьютерная игра в жанре шутера от первого лица, созданная Xatrix Entertainment и изданная Interplay Entertainment в июне 1999 года. Сюжет игры строится вокруг мести главного героя преступному боссу (англ. Kingpin). Игра вышла после трагических событий в школе «Колумбайн», что повлекло массу споров вокруг неё и изъятие из розничной торговли, несмотря на неплохие оценки критиков.

## Геймплей
Игровой процесс разворачивается в трущобах американского мегаполиса. Главный герой идёт убивать главаря местных бандитов, «звание» которого на сленге нью-йоркских отбросов общества звучит как Kingpin.
Создана на движке Quake 2. В игре присутствуют диалоги с NPC, что отличает её от других игр на движке Quake 2, а также простенькие квесты. NPC по-разному относятся к протагонисту; некоторые за определённую цену могут присоединиться к игроку в качестве наёмников.

## Сюжет
События игры развиваются в псевдо-ретро временной период, особенностью которого является смесь ар-деко 1930-х годов, скрещённого с современными технологиями. Многим изобретениям, например вертолётам и монорельсам, придан стиль дизайна ар-деко. В руководстве к игре этот сеттинг описан как «прошлое, которого никогда не было».
Мир Kingpin вращается вокруг криминала и преступников в городе Poisonville. Игра начинается в самом заброшенном и бедном районе города, Skidrow, где население состоит исключительно из криминальных элементов, проституток и иммигрантов. Именно здесь персонаж оказался после избиения бандитами, стоящими на службе у Никки Бланко, одного из лейтенантов Kingpin’а. По причинам, в игре не объясняющимся, Никки Бланко хочет прогнать героя со своей территории «по-хорошему», и избиение было предупреждением, что если он когда-нибудь вернётся, его могут встретить гораздо хуже.

## Пиратские переводы
На территории России игра официально не издавалась и не переводилась. Свои версии локализации сделали студии Фаргус («Братан: Преступная жизнь»), Седьмой волк («Деньги, Карты, Два Ствола»), Fox, XXI Век («Kingpin: Преступная жизнь») Новая студия («Криминальный Авторитет»). Особенностью перевода и озвучки от Фаргус стало огромное количество нецензурной лексики.

## Отзывы
| Сводный рейтинг | Сводный рейтинг |
| Агрегатор       | Оценка          |
| --------------- | --------------- |
| GameRankings    | 73,63 %         |

| Русскоязычные издания | Русскоязычные издания |
| Издание               | Оценка                |
| --------------------- | --------------------- |
| StopGame.ru           | Мусор                 |

## Kingpin: Reloaded
В рамках PAX South 2020 студия 3D Realms объявила, что до конца 2020 года выпустит ремастер игры, который будет называться Kingpin: Reloaded и выйдет на PC, PlayStation 4, Xbox One и Nintendo Switch.
Ремастер будет поддерживать разрешение 4К и частоту 60 Гц, а также управление с помощью геймпада. Для поклонников изначальной версии планируется возможность переключиться на классический режим графики. Также планируется изменить систему диалогов, обновить баланс, систему заданий и механики, а также добавить новые возможности. Изначально планировалось выпустить его в середине 2020 года, но из-за проблем с разработкой был отложен на неопределённый срок.